# Géographie de Kinshasa

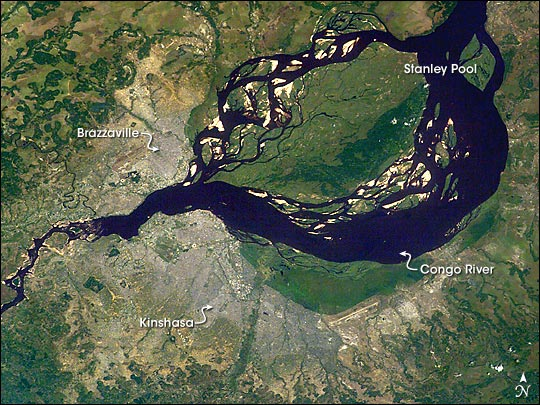
Kinshasa (en bas), Brazzaville (au-dessus) et le Pool Malebo. La piste de l'aéroport international de Ndjili est visible au sud du Pool Malebo et de la zone de marécages. Le lit de la Ndjili est également identifiable

Cet article traite divers aspects de la géographie de Kinshasa, la capitale de la république démocratique du Congo. Elle est située à l'ouest du pays, sur la rive sud du fleuve Congo, à la sortie occidentale du Pool Malebo. C'est une ville, mais elle a le statut administratif de province.

## Ville de Kinshasa

### Extension

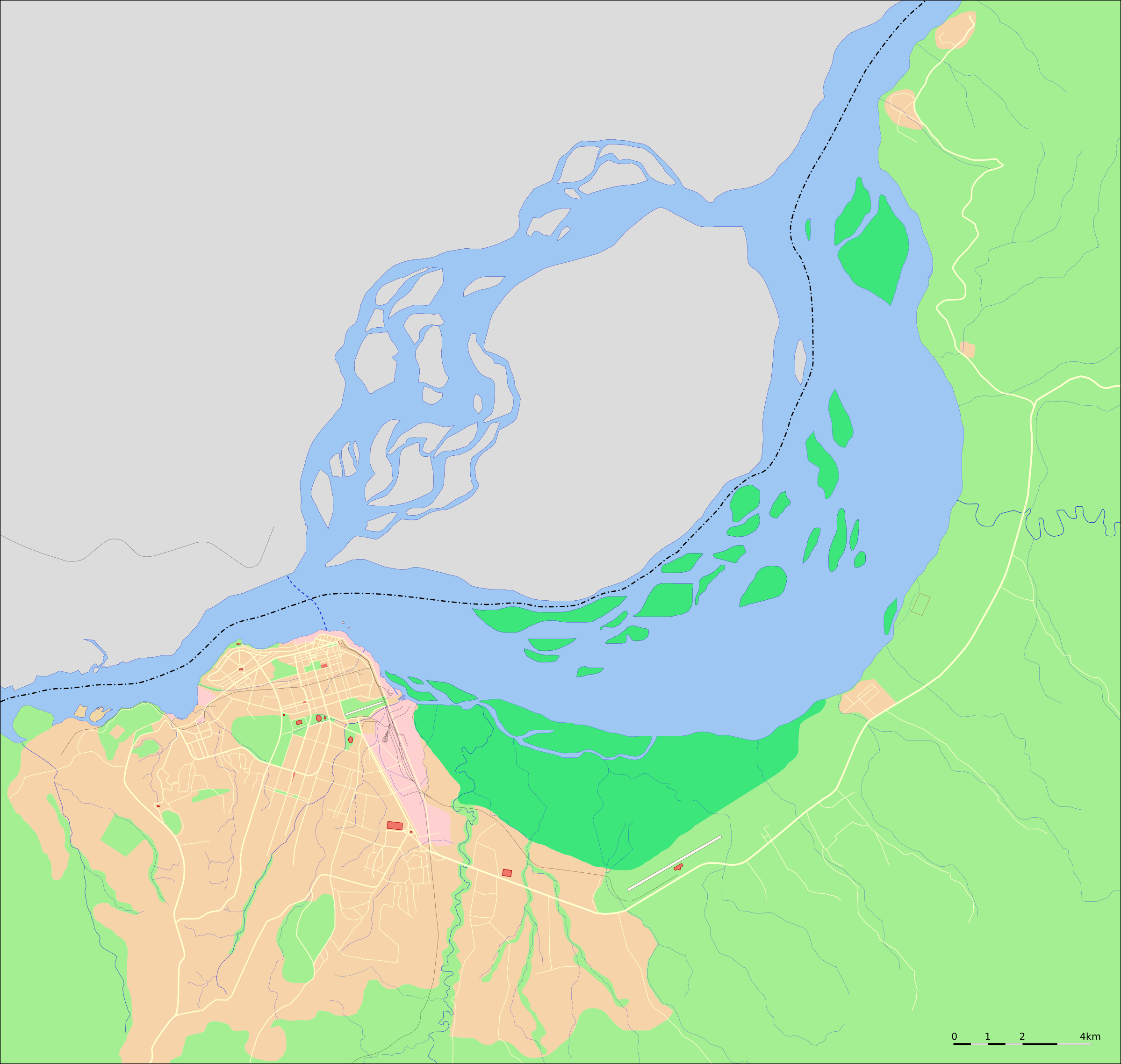
Extension urbaine de Kinshasa. L'agglomération de Kinshasa à gauche, et plus en amont, le port de Kinkole (commune de Nsele) et localité de Maluku

Kinshasa est séparée de Brazzaville par le fleuve Congo. Brazzaville et Kinshasa ne sont séparées que par la largeur du fleuve, soit moins de 2 km, ce qui en fait les deux capitales les plus rapprochées du monde.
La ville de Kinshasa s'est développée entre le promontoire de Gombe, fermant le Pool Malebo, et abritant par ailleurs la baie de Ngaliema avant les chutes Livingstone, et les collines au sud situées parfois à proximité du fleuve (mont Ngaliema à l'ouest), et jusqu'à une quinzaine de kilomètres au sud du Pool Malebo (mont Mangengenge à l'est).
La vaste plaine ainsi délimitée abrite l'essentiel de la ville de Kinshasa. La ville s'étend cependant chaque jour davantage vers les collines à l'ouest et au sud, et gagne dorénavant à l'est les environs de l'aéroport international de Ndjili dans la commune de Nsele et le bassin de la rivière éponyme. Quelques hauteurs (Gombe, Bandalungwa) sont drainées par les rivières parcourant la plaine.
Au sud du Pool Malebo, une importante zone de marécage réduit la superficie habitable des communes de Limete et Masina.

### Voies routières

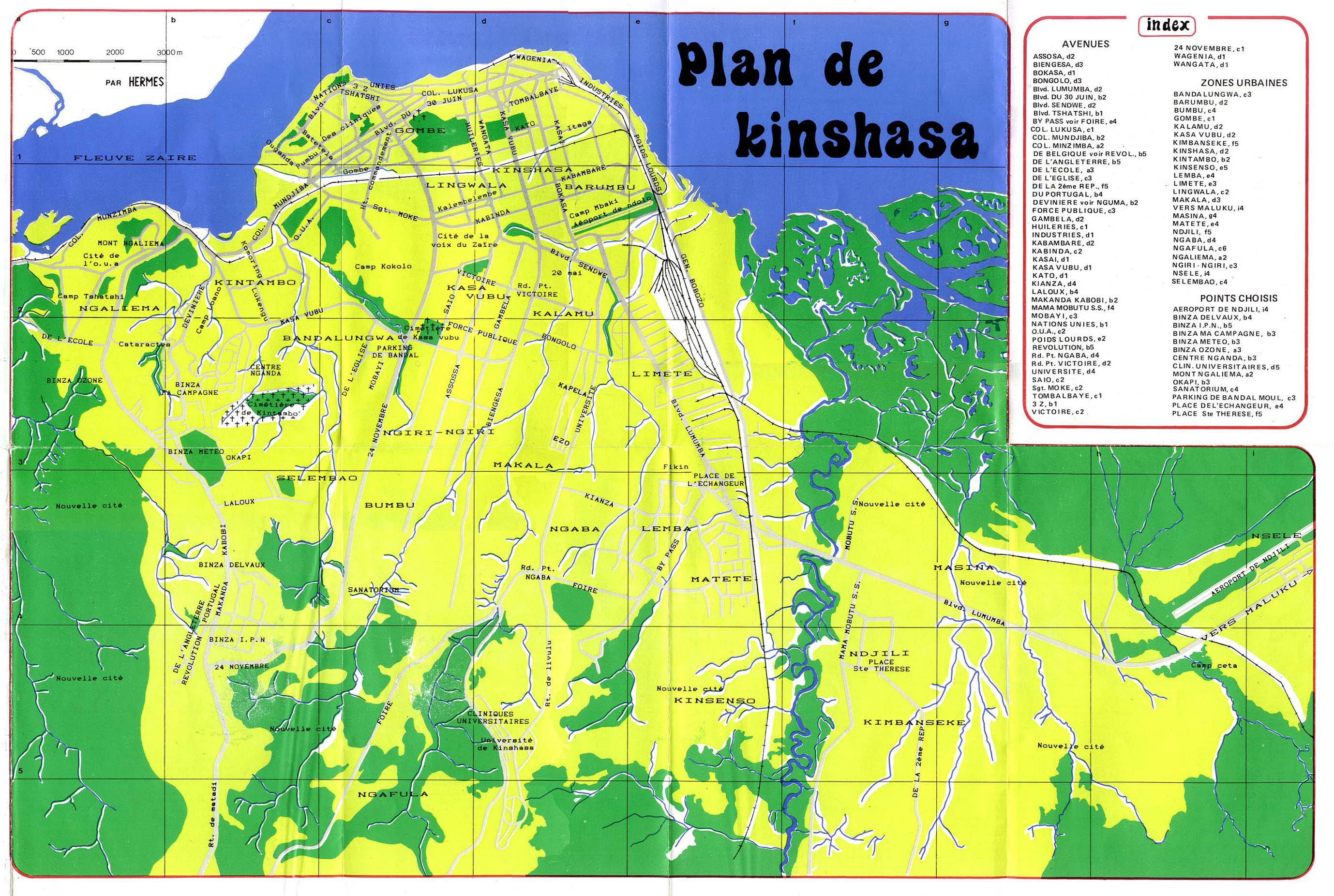
Plan routier de Kinshasa.
Cliquez pour agrandir

L'artère principale de la ville est le boulevard du 30 juin, reliant Kintambo, première implantation européenne de la ville, établie sur la baie de Ngaliema, et la commune de Kinshasa, actuel quartier des affaires situé à 5 kilomètres vers l'est.
De Kintambo, une route monte rapidement les collines de la commune de Ngaliema vers le sud puis l'ouest en direction de la province Bas-Congo, où elle prend le nom de route de Matadi. De la commune de Kinshasa, une route se dirige vers le sud-est, sous le nom de boulevard Lumumba puis vers l'est en direction du Kwango et du centre du pays, en passant par les communes de Nsele et Maluku.
Deux artères importantes permettent de relier ces deux voies de sortie de la ville : ce sont les avenue Pierre Mulele, partant du boulevard du 30 juin et rejoignant la route de Matadi au niveau de Ngaliema, et l'avenue de l'Université, partant de Limete, passant par le mont Amba, l'Université de Kinshasa et mont Ngafula pour rejoindre la route de Matadi à la limite sud de la ville, pour ainsi former une rocade informelle.

### Chemin de fer
La ligne de chemin de fer Matadi-Kinshasa arrive dans la capitale en ayant emprunté le cours de la rivière Ndjili, et plus en amont celui de la Lukaya, contournant ainsi par l'est et le sud la ville historique pour arriver à la gare centrale de Kinshasa dans la commune de Kinshasa. Une déserte ancienne permet également de rejoindre Kintambo, qui était également prolongée (la voie est désaffectée) au-delà de la baie de Ngaliema. De la gare centrale part aussi vers le sud-est une voie vers l'aéroport international de Ndjili

### Structure de la ville
Au nord du boulevard du 30 juin, les quartiers résidentiels de La Gombe bordant le fleuve sont structurés par de larges avenues arborées. Au sud du boulevard du 30 juin commence la cité ou partie populaire de la ville, avec sa structure en damier caractéristique de villes récentes, ce jusqu'à ce que les collines empêchent une telle structure. Ils ne sont coupés que par une large bande non urbanisée correspondant à la limite de la construction des nouveaux quartiers dans les années 1940 (Kalamu, Kasa-Vubu). Celle-ci est occupée par quelques-unes des grandes infrastructures de la ville; d'ouest en est : le camp militaire Kokolo, le palais du Peuple, le stade des Martyrs, le stade Tata Raphaël, l'aéroport de Ndolo.

## Province de Kinshasa

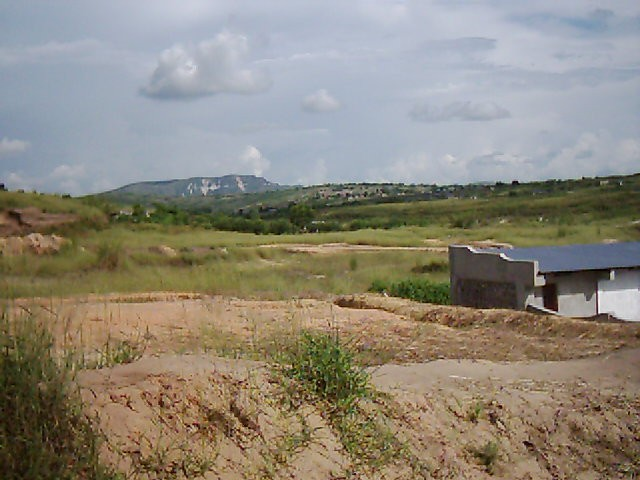
Mont Mangengenge vu depuis les environs de l'aéroport international de Ndjili, commune de Nsele

La province de Kinshasa, d'une superficie de 9 965 km2, occupe une zone plus importante que la seule ville. En effet, la zone urbaine n'occupe que la partie ouest de la province, le sud des communes de la zone des collines restant par endroits rurales, et les communes orientales de la province, Nsele et Maluku, étant elles en tout ou partie rurales. Maluku occupe à elle seule 79 % du territoire de la province.
Outre la route de Matadi vers le sud et l'ouest, la seule voie carrossable est la route qui quitte Kinshasa vers l'est en direction du Kwango, avec un embranchement vers le nord pour rejoindre la localité de Maluku à l'entrée du Pool Malebo.
| \| Les 4 districts et les 24 communes de Kinshasa \| \| v · d · m \| |                    |           |
| District de la Lukunga District de la Funa District du Mont-Amba District de la Tshangu Brazzaville Fleuve Congo Pool Malebo M’Bamou Baie de Ngaliema Gombe Barumbu Kin. Ling. K.-V. Ng.-Ng. Kal. Banda- lungwa Kintambo Ngaliema Selembao Bumbu Makala Ngaba Lemba Limete Matete Kisenso Masina Ndjili Kimbanseke Nsele Mont-Ngafula Nsele Maluku |                    |           |
| abréviations : Kinshasa (Kin.), Kasa-Vubu (K.-V.), Lingwala (Ling.), Ngiri-Ngiri (Ng.-Ng.) |                    |           |
| Les 4 districts et les 24 communes de Kinshasa | Blason de Kinshasa | v · d · m |